# Seladerma longulum
Seladerma longulum är en stekelart som först beskrevs av Vittorio Luigi Delucchi 1953.  Seladerma longulum ingår i släktet Seladerma och familjen puppglanssteklar. Arten är reproducerande i Sverige. Inga underarter finns listade i Catalogue of Life.